# Markus Grahn
Markus Grahn (* 7. April 1969 in Braunschweig) ist ein deutscher Footballtrainer und ehemaliger -spieler.

## Laufbahn
Grahn spielte von 1986 bis 1993 für die Braunschweig Lions (ab 1989 in der zweiten Liga), er wurde auf den Positionen Wide Receiver sowie Quarterback eingesetzt. Als Trainer war er in Braunschweig als Assistenztrainer (Zuständigkeitsbereich Receiver und Runningbacks sowie Spieler mit Sonderaufgaben) und Jugendtrainer tätig. Er trug als Mitglied des Trainerstabs zu den deutschen Meistertiteln Braunschweigs in den Jahren 1997, 1998 und 1999 sowie zum Gewinn des Eurobowls 1999 und 2003 bei. Darüber hinaus hospitierte er während seiner Braunschweiger Zeit drei Monate lang an der University of Kentucky in den Vereinigten Staaten. Er arbeitete ebenfalls für die Verbandsauswahlmannschaft Niedersachsens.
2005 wechselte er in den Trainerstab von Frankfurt Galaxy in die NFL Europe. In den Spieljahren 2005 und 2006 betreute er die Tight Ends der Frankfurter, 2007 war er für die Koordinierung der Spieler mit Sonderaufgaben sowie für die Runningbacks verantwortlich. Ende Mai 2006 gewann Grahn mit Frankfurt den World Bowl, im Juni 2007 stand er mit der Mannschaft abermals im Endspiel der NFL Europe, diesmal musste man sich aber den Hamburg Sea Devils geschlagen geben.
Nachdem die NFL Europe ihren Spielbetrieb eingestellt hatte, war er ab 2007 beim neugegründeten Galaxy-Nachfolgeverein Frankfurt Universe tätig und übte vorerst bis 2012 das Cheftraineramt aus. 2011 führte er die Frankfurter in die zweite Liga. Von 2012 bis 2014 war Grahn bei den Dresden Monarchs in der höchsten deutschen Spielklasse, der GFL, für die Betreuung der Offensive Line sowie die Spieler mit Spezialaufgaben zuständig. Er kehrte zu Frankfurt Universe zurück und führte die Mannschaft in der Saison 2015 zum Meistertitel in der Südstaffel der zweiten Liga. In der darauffolgenden GFL-Spielzeit zog Frankfurt unter Grahns Leitung als Aufsteiger ins Viertelfinale ein. Im Juni 2016 führte er die Mannschaft zum Sieg im EFL Bowl (35:21 gegen die Amsterdam Crusaders). Im Juni 2017 stand er mit Frankfurt im Eurobowl, musste sich aber den Braunschweig Lions geschlagen geben, im selben Jahr führte er die Mannschaft in der GFL ins Halbfinale. Im Oktober 2017 kam es zwischen Grahn und Frankfurt Universe zur Trennung.
Zur Saison 2020 wurde Grahn Cheftrainer des Zweitligisten Rostock Griffins.